# FK Minija
FK Minija is een Litouwse voetbalclub uit Kretinga. In 2019 promoveerde de club naar de Pirma lyga.

## Erelijst
- Antra lyga (D3)

1. plaats: 2018

## Seizoen na seizoen
| Seizoen | Niveau | Liga                 | Plaats | Webplaats   | Opmerkingen |
| ------- | ------ | -------------------- | ------ | ----------- | ----------- |
| 2017    | 3.     | Antra lyga (Vakarai) | 3.     | [ 1 ]       |             |
| 2018    | 3.     | Antra lyga (Vakarai) | 1.     | [ 2 ]       | promoveerde |
|         |        |                      |        |             |             |
| 2019    | 2.     | Pirma lyga           | 8.     | [ 3 ]       |             |
| 2020    | 2.     | Pirma lyga           | 10.    | [ 4 ]       |             |
| 2021    | 2.     | Pirma lyga           | 11.    | [ 5 ] [ 6 ] |             |
| 2022    | 2.     | Pirma lyga           | 11.    | [ 7 ]       |             |
| 2023    | 2.     | Pirma lyga           | 6.     |             |             |

## Bekende (ex-)spelers
- Rokas Rusys